# Max Gaines
Pour les articles homonymes, voir Gaines.
Maxwell Charles Gaines, né Maxwell Ginsburg ou Maxwell Ginzberg (New York, 21 septembre 1894 - Lake Placid, 20 août 1947), et couramment appelé Max Gaines, est un éditeur américain de comics. Il est considéré comme l'inventeur du comic book, il eut un rôle important dans la création de Superman, édita les premières aventures de Flash, Green Lantern et Wonder Woman et fonda la maison d'édition EC Comics qui après sa mort fut reprise par son fils William Gaines.

## Biographie

### Jeunesse et comics
Max Gaines naît le 21 septembre 1894,. Son véritable nom est incertain ; selon les sources il serait né Maxwell Ginsburg ou Max Ginsberg. Marié et père de deux enfants, Elaine et William, il s'essaie à divers métiers. Il sera successivement directeur d'école, ouvrier dans une usine d'armement, mercier, vendeur de cravates humoristiques proclamant We Want Beer durant la période de la Prohibition.  Alors qu'il a dû retourner vivre, avec sa famille, chez sa mère dans le Bronx, il retrouve là de vieux comic strips qu'il relit. Cela lui suggère l'idée de les relier pour créer un magazine constitué uniquement de ces bandes dessinées qui sera par la suite appelé comic book. Travaillant à ce moment dans la publicité, il propose à des entreprises d'utiliser ce produit comme cadeau pour attirer la clientèle. Ses premiers essais, en 1933, sont des numéros uniques sponsorisés par des magasins de chaussures (Kinney) ou de boisson (Canada Dry). Il s'associe ensuite avec son ami Harry L. Wildenberg qui travaille pour l'imprimeur Eastern Color Printing. Cette société imprime de nombreuses bandes dessinées en couleur publiées dans les éditions dominicales des journaux. Elle a déjà publié des compilations, au format journal, de ces planches mais celles-ci servaient de cadeaux gratuits. Max Gaines propose donc de réduire la taille de ces recueils et surtout de les faire payer.
Même si des collections de comics strips existaient déjà (Ceux de Little Nemo in Slumberland par exemple), il est alors le premier à imaginer l'édition régulière de tels recueils.

### L'invention du comic book
C'est ainsi qu'en février 1934 il édite, pour la Eastern Color Printing, le premier comic book américain : Famous Funnies. 35 000 exemplaires sont imprimés et vendus au prix de 10 cents dans des épiceries.  C'est un énorme succès et le magazine, qui reprend des comic strips comme Joe Palooka ou Mutt and Jeff est rapidement épuisé. Comme il ne s'agissait encore que d'un essai, le comics ne connaît qu'un numéro, mais, en mai 34, Famous Funnies recommence à paraître avec un nouveau numéro 1. La date indiquée sur la couverture est celle du mois de juillet 34 pour qu'il reste présent sur les présentoirs des marchands de journaux pendant un temps assez long. Cette fois-ci 250 000 exemplaires sont imprimés. Bien que les ventes soient bonnes, Famous Funnies est déficitaire dans les premiers mois et sera bénéficiaire seulement à partir du septième numéro. Les ventes atteindront par la suite le million d'exemplaires. À la fin de l'année 1934, Max Gaines est renvoyé par Eastern Color Printing. Il propose à l'entreprise McClure Newspaper Syndicate de publier un nouveau comic book en utilisant un procédé donnant une qualité d'impression supérieure à celle utilisée pour Famous Funnies. C'est ainsi que naît Popular Comics qui comprend les histoires de Dick Tracy, Little Orphan Annie et Gasoline Alley.

### Superman
En 1937, un membre du personnel de McClure Newspaper Syndicate, Sheldon Mayer (futur créateur du comics Sugar and Spike) parle à Max Gaines d'un projet de comics strip que lui ont présenté deux jeunes auteurs, Jerry Siegel et Joe Shuster. Ceux-ci ont essayé de le placer chez divers éditeurs mais à chaque fois sans succès. Gaines, après avoir lu quelques strips, est persuadé que ce personnage peut trouver sa place dans un comics ; aussi demande-t-il à Siegel et Shuster de transformer les strips en pages et il présente le résultat à des amis, Jack Liebowitz et Harry Donenfeld, qui dirigent une maison d'édition, la National Allied Publications. Ceux-ci font confiance au flair de Gaines et, comme  Siegel et Shuster produisent déjà des histoires (Doctor occult et Sam Bradley, détective privé) pour  la National Allied Publications, ils acceptent de publier les aventures de ce héros dans le comics qu'ils vont lancer, Action Comics. Ce héros est Superman.
Par la suite, pour remercier Max Gaines d'avoir apporté Superman à la National Allied Publications, renommée entre-temps DC comics, Liebowitz et Donenfeld accordent à McClure Newspaper Syndicate les droits de distribution du comics strip de Superman qui débute le 16 janvier 1939.

### All-American Publications
Cette même année, Max Gaines crée sa propre maison d'édition qu'il nomme All-American Publications. Il commence par publier un comics, All-American Comics, où paraîtront les premières aventures de Green Lantern. Viendront ensuite Flash comics (avec The Flash) et en 1941 Sensation Comics 1 avec Wonder Woman. Cette héroïne est née, en partie, pour contrer les attaques des ligues de vertu qui critiquaient les comics comme une menace pour la  jeunesse. Max Gaines installa une équipe d'éducateurs et de psychologues afin de l'aider à produire des comics qui puissent être vus comme apportant des modèles positifs. William Moulton Marston fit partie de ce groupe et proposa alors de créer une super-héroïne qu'il nomma Wonder Woman.
Cherchant toujours à créer de nouvelles formes de comics, Max Gaines crée une nouvelle collection qu'il nomme Educational Comics et qui sera spécialisée dans les comics éducatifs et religieux. Il interdit alors expressément aux personnes qui travaillent pour lui de montrer des personnes tuées par armes blanches ou par armes à feu, de présenter des scènes de torture, des seringues, des cercueils avec quelqu'un dedans. De plus il fait relire les comics  de cette collection à des religieux.

### Educational Comics
Si la All-American Publications est une société distincte de DC comics, les deux entreprises travaillent de concert, faisant par exemple la promotion des comics de l'autre éditeur. À la suite de désaccords entre Max Gaines et les propriétaires de DC Comics, ceux-ci proposent de lui racheter AAP. La vente aura lieu en 1945 pour 500 000 $. Avec cette somme, Max Gaines décide de transformer Educational Comics en société d'édition à part entière. En vendant All American Publications, Max Gaines garde quand même la marque Educational Comics et les titres Tiny Tot Comics, Animal Fables, et Picture Stories from the bible. Cette tentative est un échec et Educational Comics perd de l'argent.
Le 20 août 1947, alors qu'il faisait du canotage sur le Lac Placid avec un ami, Samuel Irwin et le fils de celui-ci, Max Gaines meurt quand un autre bateau percute violemment le sien. Avant de mourir Max Gaines aura eu juste le temps de jeter au fond du bateau l'enfant et ainsi de le sauver,.